# Новозар'ївська сільська рада
Новозар'ївська сільська рада — колишній орган місцевого самоврядування у Старобешівському районі Донецької області з адміністративним центром у c. Новозар'ївка.

## Населені пункти
Сільській раді підпорядковані населені пункти:
- c. Новозар'ївка
- с. Андріївка
- с-ще Бурне
- с. Веселе
- с. Кам'яне
- с. Верхокам'янка
- с. Зелене
- с. Кам'янка
- с-ще Колоски
- с. Широке

## Склад ради
Рада складається з 20 депутатів та голови.